# Do Tank
Un Do Tank (expression faisant référence à celle de Think Tank) est un type de structure associative et collaborative qui émerge dans les années 2010, par opposition aux think tanks (laboratoire d'idées, ou groupe de réflexion ). 

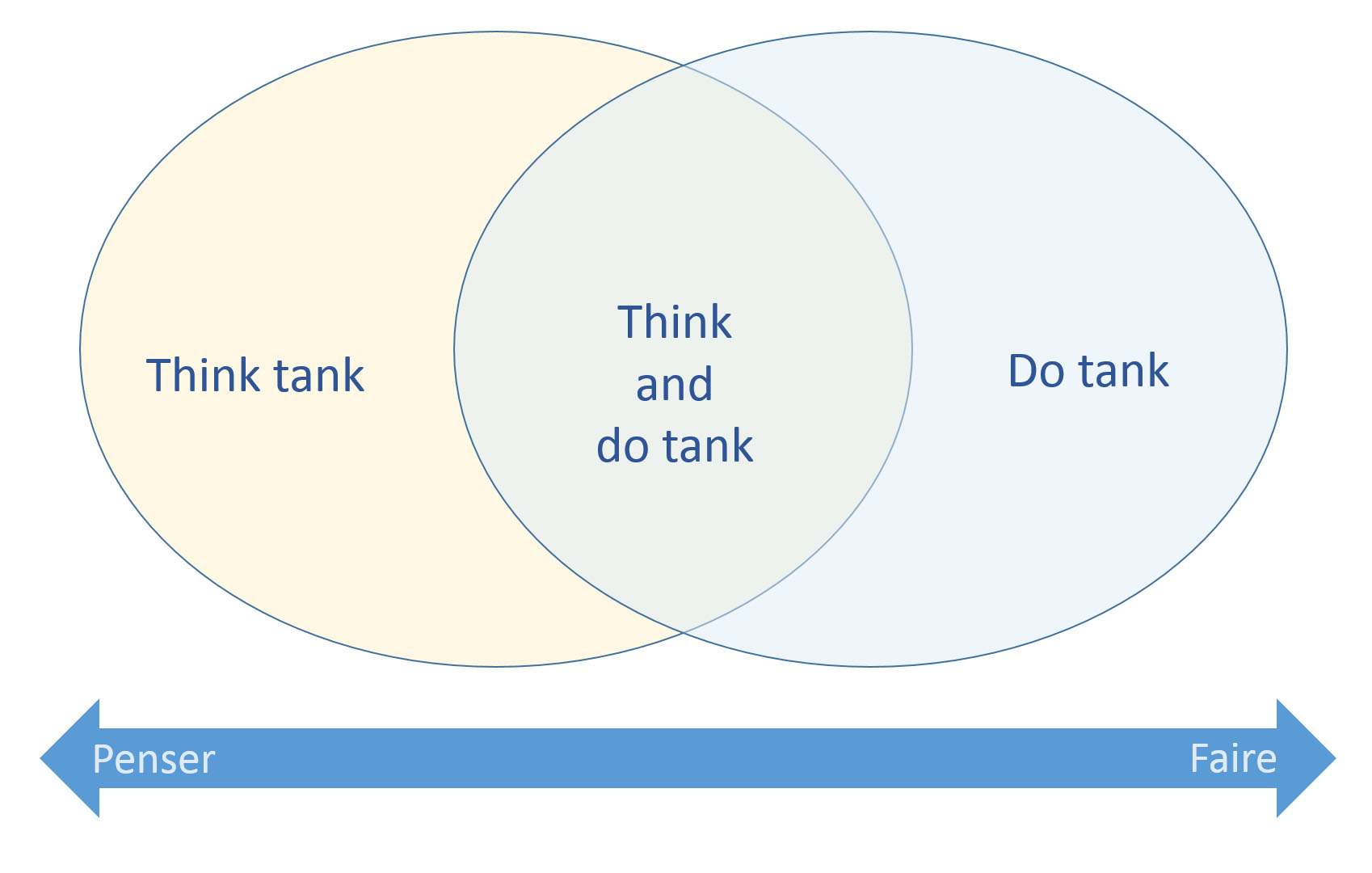
Schéma montrant les notions de Think tank et de Do tank, avec entre les deux le Think and do tanks.

Il s'agit d'un cercle de personnes plus ou moins experts dans le domaine, qui décident de travailler ensemble, avec une finalité non pas uniquement orientée vers la production d'idées, de principes, de théories ou d'opinions comme dans le cas des laboratoires d'idées, mais plutôt (ou entièrement) destinée à la production d'actions voire d'objets, généralement avec des principes d'ouverture, d'altruisme, de solidarité et de soutenabilité. 
La production est généralement Open-source ou écrite sous licence ouverte et elle peut aussi avoir une finalité commerciale, mais souvent dans une démarche se voulant social et solidaire.

## Histoire
Des Do tanks peuvent être créé dans une dynamique de DIY [Do it yourself (faire soi-même)], facilité par l'apparition de l'imprimante 3D, de l'open source et des réseaux sociaux), dans l'économie sociale et solidaire ou au sein d'entreprises plus "classiques".
Par exemple, après la présentation au Forum économique mondial (WEF) du concept de la quatrième révolution industrielle (I4.0), s'est immédiatement mis en place un centre pour l'I4.0 aux États-Unis, dont l'objectif est la mise en pratique des idées sur I4.0 (Chenye, 2017n cité par T.N Ca (2018)).
Scott Kraft en 1979, reprenant les termes de Harold M. Hubbard, vice-président "Recherche" du Midwest Research Institute (ou MRI, rapidement devenu l'un des principaux instituts de recherche privée à but non lucratif des États-Unis, mais qui a d’importantes recettes grâce à ses contrats commerciaux, avec l'armée notamment) comme un Do-Tank, plutôt qu'un Think-Tank en raison de sa nature orientée vers l'action plutôt que les idées.
En 2002, Hedrik Hertzberg qualifie le Carter Center plus comme un do tank qu'un think tank.
En Australie, une fondation dénommée Think+DO Tank Foundation a été créée à Sydney.

## Le"Think and do tank"
À titre d'exemple, en 2018, dans un ouvrage intitulé Lobbying in the European Union, Strategies, Dynamics and Trends (Lobbying dans l'union européenne, stratégies, dynamiques et tendances), Jesper Dahl Kelstrup  et Doris Dialer ont analysé deux grands think tanks (Centre for European Policy Studies dit CEPS, et European Centre for Development Policy Management dit  ECDPM)) qui sont tous deux  des lobbies cherchant à influencer l'Union européenne ; ils ont conclu qu'au vu de leur histoire et de leur programme, le premier reste un think tank traditionnel, alors que le second est en train d'évoluer, via son nouveau programme (strategy paper 2017–2021) vers une entité pouvant être qualifiée de Think and do tank (« groupe de réflexion et d'action »).
Sur le Net, Google Ideas (Google idées) se présente comme un think and do tank.
D'autres exemples existent dans le domaine de l'architecture où l'on cherche à produire des idées et concepts d'architecture plus au service des personnes et de la société, immédiatement ou rapidement testé sur le terrain,.

## Exemples
Parmi les Do tanks ancrés dans une logique d'engagement citoyen et collectif, à la croisée des sphères de l'économie sociale et solidaire, de l'écocitoyenneté et du développement soutenable figurent par exemple Ticket for Change, MakeSense, Engage, #Leplusimportant ou encore OuiShare qui se présente comme « Do-Tank de la transformation des organisations et des territoires »;

### Articles annexes
- Think tank
- Communication d'influence
- Influence en politique
- Influence sociale
- Lobby
- Relais d'opinion
- Do it yourself
- Citoyenneté